# 煨脐门
煨脐门，又名白煨脐门，是中国江苏省淮扬菜的一种菜色，用黄鳝腹部制作。通常的做法是先将切成段的黄鳝腹部肉置于高汤内略汆，然后沥干水分。接下来将葱、蒜瓣放入熟猪油锅内煸炸并离火焖少许时间。再将煸干的黄鳝腹部肉放入盛有高汤（通常是鸡汤）和热油的沙锅内，煨大约1小时至汤汁乳白。最后需要用湿淀粉勾芡。需要添加的调料种类一般有虾子、绍酒、白酱油、白醋、盐和白胡椒粉，以保持菜的色泽。这道菜色的口感注重肉质鲜嫩。